# Poetikdozentur
Poetikdozenturen sind Veranstaltungsreihen an Universitäten, in denen Schriftsteller Vorlesungen, Seminare und Workshops abhalten.
Die Gastdozentur will in der Regel einen intellektuellen Diskurs anregen, der die Vernetzung von Literatur, Wissenschaft und Öffentlichkeit vorantreibt. Im Vordergrund stehen der interdisziplinäre inneruniversitäre Dialog sowie der Austausch zwischen Universität und Stadt bzw. Region.
Die Veranstaltungen werden meist jährlich von Stiftungen oder von den Hochschulen selbst ausgerichtet. Bekannte Poetikdozenturen sind die Tübinger Poetik-Dozentur an der dortigen Universität, die Frankfurter Poetik-Vorlesungen, die Heidelberger Poetikdozentur, die Paderborner Gastdozentur für Schriftstellerinnen und Schriftsteller, die Poetikdozentur der Akademie der Wissenschaften und der Literatur an der Johannes Gutenberg-Universität Mainz und die Liliencron-Dozentur für Lyrik an der Christian-Albrechts-Universität Kiel. Als einzige Fachhochschule in Deutschland vergibt die Fachhochschule Wiesbaden eine Poetikdozentur: junge Autoren.